# Rorqual
Els rorquals (Balaenoptera) són el gènere de misticets amb més espècies, en conté nou incloent-hi el rorqual de Rice, descrit el 2021.

## Taxonomia
- Gènere Balaenoptera
  - Rorqual d'aleta blanca (B. acutorostrata)
  - Rorqual antàrtic (B. bonaerensis)
  - Rorqual boreal (B. borealis)
  - Rorqual de Bryde (B. borealis)
  - B. edeni
  - Rorqual blau (B. musculus)
  - B. omurai
  - Rorqual comú (B. physalus)
  - Rorqual de Rice (B. ricei)

L'espècie extinta «Balaenoptera» ryani ja no es classifica en aquest gènere.